# 森本村
森本村（もりもとむら）は、石川県河北郡にあった村。現在の金沢市北部、IRいしかわ鉄道IRいしかわ鉄道線森本駅周辺にあたる。当初は河北郡役所が置かれていた。

## 地理
- 河川 ： 森下川

## 歴史
- 1889年（明治22年）4月1日 - 町村制の施行により、吉原村、塚崎村、弥勒縄手村、南森下村（みなみもりもとむら）、北森下村（きたもりもとむら）、観法寺村及び梅田村の区域をもって、森本村が発足する。
- 1891年（明治24年）7月1日 - 河北郡役所が津幡町に移転。
- 1911年（明治44年）11月1日 - 北陸本線に森本駅が開業。
- 1954年（昭和29年）6月1日 - 大場村、八田村、花園村、三谷村及び森本村が合併して、森本町が発足する。

## 交通

### 鉄道路線
- 日本国有鉄道
  - 北陸本線
    - 森本駅

### 道路
- 国道8号

現在は旧村域を北陸自動車道が通過するが、当時は未開通。金沢森本インターチェンジは旧村域外。